# Asclepi
|  | Per a altres significats, vegeu «Asclepi (desambiguació)». |

En la mitologia grega, Asclepi (en grec antic: Ἀσκληπιός, Asklepiόs; els romans l'anomenaven Esculapi, en llatí: Aesculapius) era el déu de la medicina. Fill d'Apol·lo i de Coronis (filla de Flègias, rei dels làpites). Estava casat amb Epíone i pare de Macàon i de Podaliri, segons Homer. A banda dels altres dos fills mencionats per Homer també se li atribueix la paternitat de Janiscus, Alexenor, Àrat, d'Higiea, Egla, Iaso i Panacea, la majoria dels quals només són personificacions dels poders atribuïts al seu pare.
En els poemes homèrics Asclepi no és considerat com una divinitat, simplement com un simple mortal. Apareix mencionat com a pare de Macàon i Podaliri. Del fet que Homer anomeni a tots els que practiquen l'art de la medicina com a descendents de Paeëon i que els fills d'Asclepi siguin mencionats també com a fills de Paeëon s'infereix que es tracta de la mateixa divinitat.

## Mite

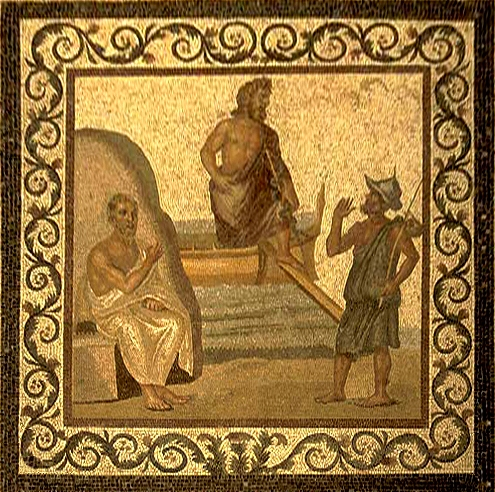
Asclepi desembarcant a Cos. A l'esquerra Hipòcrates a la dreta un habitant de Cos.

Quan Coronis estava embarassada d'Apol·lo, s'enamorà d'Isquis, un arcadi, i Apol·lo informat d'això per un corb, que havia enviat per a vigilar-la, o, segons Píndar, pels seus propis poders profètics, va enviar a la seva germana Àrtemis per matar Coronis. Àrtemis destruí Coronis a casa seva a Lacercia a Tessàlia a la riba del llac Baebia. D'acord amb Ovidi i Gai Juli Higí va ser el mateix Apol·lo qui va matsr Coronis i Isquis (el seu amant arcadi). Quan el cos de Coronis anava a ser incinerat, Apol·lo, o Hermes segons Pausànias, va salvar Asclepi de les flames i el va portar a Quiró que va instruir al noi en l'art de la curació i la caça. D'acord amb aquestes tradicions Asclepi va néixer a Trica a la Tessàlia i altres autors diuen que va néixer en el decurs d'una expedició conduïda pel seu pare Flègias al Peloponès al territori d'Epidaure i que l'exposà al mont Titèon, antigament anomenant Mírtion. Allí una cabra el va alletar i va ser vigilat per un gos fins que el va trobar el pastor Aresthanas que el va veure envoltat d'un halo brillant, segons diu Pausànias.
Ja de gran diverses tradicions locals expliquen que Asclepi era no sols capaç de curar els malalts, sinó també de reviure els morts. La forma en què Asclepi va adquirir aquest do són dues. Apol·lodor diu que va rebre d'Atena la sang de la Gòrgona; la de les venes de l'esquerra podia causar dany als homes, i la sang de les venes del cantó dret tenia la capacitat de restaurar la vida als morts. L'altra tradició explica que un cop s'estava a casa de Glauc a qui havia de curar. Mentre meditava com fer-ho aparegué una serp que s'enroscà sobre el seu bastó i el matà. Una altra serp aparegué tot seguit duent unes herbes a la boca amb les que el va reviure. A partir de llavors Asclepi va fer servir la mateixa herba per reviure els morts. Diverses persones a les quals es creu que Asclepi havia reviscut es mencionen en uns escolis a Píndar i per Apol·lodor (Hipòlit, Tindàreu, Himeneu, i Glauc. Quan estava exercint aquest art sobre Glauc, Zeus el va fulminar amb un llamp per tal d'evitar que els homes escapessin de la mort. o d'acord amb altres perquè Plutó es queixava que disminuïa massa el nombre de morts. Però a petició d'Apol·lo, Zeus va col·locar a Asclepi entre els estels. També es diu que Asclepi va formar part de l'expedició dels argonautes i de la cacera del senglar de Calidó.

## Personificació

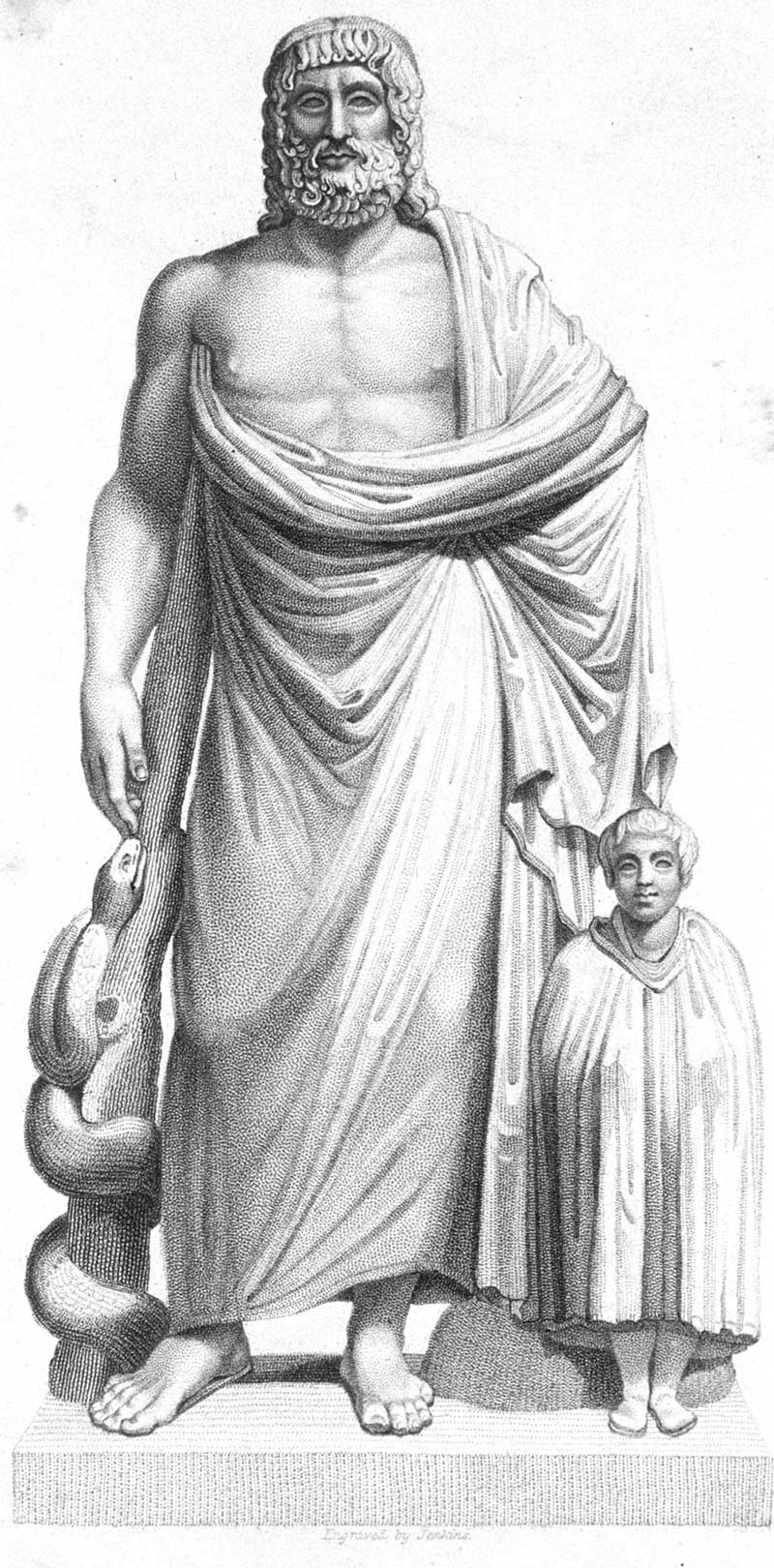
Gravat d'una estàtua del Louvre (Jenkins, 1860).

Algunes de les estàtues són descrites per Pausànias. El santuari d'Epidaure contenia una magnífica estàtua d'ivori i or, obra de Trasímedes, en la qual se'l representava com un home madur o més aviat vell, bell i robust amb ressemblança a Zeus. Normalment duia barba i un mantell que deixava nus una part del pit i un dels braços, portava a la mà el bastó dels caminants amb una serp enroscada. Es trobava assegut en un tron sostenint un bàcul en una mà (vegeu vara d'Esculapi) i l'altra reposant sobre el cap d'una serpent. Al seu costat jeia un gos. Les serps sempre representaven una connexió amb el culte d'Asclepi probablement per la seva relació com a símbol de prudència i renovació, i es creia també que tenien la capacitat de descobrir herbes de propietats meravelloses.
A banda dels trets ja esmentats se'l solia representar amb un bastó en una mà i un phial; algunes vegades també s'hi representava un noi dret al seu costat, que representava a Telèsfor (també anomenat Evameri o Acesi) el geni de la recuperació. Encara perduren un gran nombre d'estàtues de marbre d'Asclepi així com diverses representacions en monedes i gemmes.

## Culte

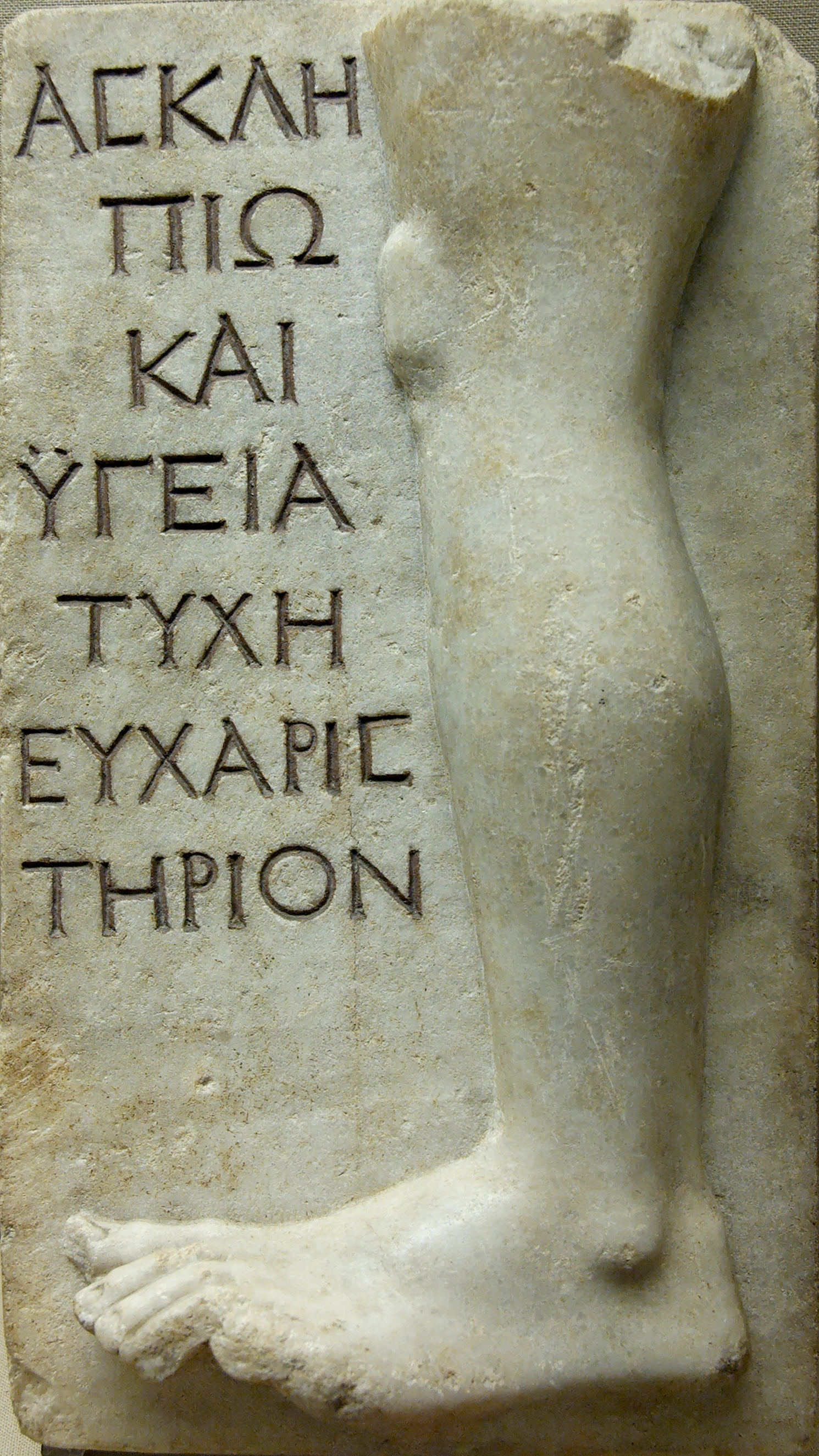
Tauleta votiva de marbre en agraïment a Asclepi i Higiea), trobada el 1828 al santuari de Melos a la mar Egea..

El centre originari del culte sembla que va ser Trica, a la muntanya de Tessàlia, i després es va estendre per tot el territori hel·lènic, però els santuaris més importants es trobaven sobretot al Peloponès: Sició, Argos i el més important, el d'Epidaure.
Les festes celebrades als santuaris d'Asclepi eren les Asclepiees. Aquestes festes se celebraven a diverses ciutats on hi havia temples del déu, especialment a Epidaure, Cos i a Atenes, connectant-se amb els Misteris d'Eleusis. El festival d'Epidaure, tenia lloc al bosquet d'Asclepi cada cinc anys, i allà es celebraven concursos de rapsodes i músics, i es feien processons i jocs solemnes. Les festes tenien lloc nou dies després dels Jocs Ístmics.
S'han formulat diverses hipòtesis sobre l'aparició del culte d'Asclepi a Grècia. Mentre que alguns consideren a Asclepi com un personatge real a qui la tradició havia connectat amb diverses històries meravelloses, altres han explicat les seves llegendes com a personificacions de determinades idees. La serp, el perpetu símbol d'Asclepi, ha conduït a la idea que el seu culte derivaria del deu Esmun d'Egipte o de Fenícia. Però no sembla necessari recórrer a territoris forans per tal d'explicar el culte d'aquest deu. La seva història és indubtablement una combinació de fets reals amb el resultat de pensaments o idees, que en diverses ocasions en la mitologia grega són considerades com a fets. El nucli sobre el qual el mite va créixer potser és el que es llegeix a partir d'Homer. Gradualment l'àmbit sobre el que actua Asclepi que es va convertir en la personificació dels poders curatius de la natura que són explicats com a conseqüència dels efectes del sol (Hèlios i Apol·lo.
Asclepi va tenir culte arreu de Grècia i diverses viles reclamen l'honor del seu naixement. Els seus temples eren construïts en llocs sans sobre turons fora de la ciutat i prop de fonts de les quals es creia que tenien poders curatius. Aquests temples no eren simples llocs de culte i eren freqüentats per un gran nombre de malalts i podrien comparar-se als moderns hospitals El principal assentament del seu culte era Epidaure, on tenia un temple, l'Asclepièon, envoltat d'una pollancreda on no es permetia que ningú hi morís ni que cap dona hi donés a llum. Les serps eren les guardianes de fonts i deus amb poders saludables. Per aquestes raons una particular classe de serps amansides, que eren molt abundoses a Epidaure, es mantenien a l'interior del temple fins i tot el mateix deu apareixia sovint en forma de serp A partir del temple d'Epidaure el culte es va trasplantar a diversos llocs de l'antiguitat com ara Trica, Celenes, entre Dime i Patres, prop de Cil·lene, a l'illa de Cos, a Gerènia, prop de Caus a Arcàdia, a Sició, a Atenes (Asclepeion d'Atenes), prop de Patres a Titane, al territori de Sició a Tepulsa, a Messene, a Fliünt, Argos, Ègion, Pal·lene, Asopus, Pèrgam, Leben a Creta, Esmirna, Balagres, Ambràcia, a Roma, entre d'altres. A Roma el culte va arribar des d'Epidaure per mandat de l'oracle de Delfos o dels llibres sibil·lins.
Els malalts que visitaven els temples buscant cura havien de restar-hi una o més nits observant determinades regles prescrites pels sacerdots (incubatio). El déu normalment revelava els remeis per a la malaltia durant un somni. Era en al·lusió a la incubatio que molts dels temples tenien estàtues representant el son i el somni. Aquells a qui el déu curava dels seus mals li oferien en sacrifici una gallina o una cabra; i penjaven al temple una tauleta on anotaven el nom del malalt, la malaltia i la manera en què la cura havia fet efecte. Els temples d'Epidaure, Tricca i Cos eren plenes d'aquestes tauletes votives i moltes d'aquestes encara es conserven.
Els diversos apel·latius del deu el descriuen parcialment com el deu de la curació o de la salvació i parcialment derivaven dels llocs on se li retia culte.